# Proyecto sueco por el millón de viviendas

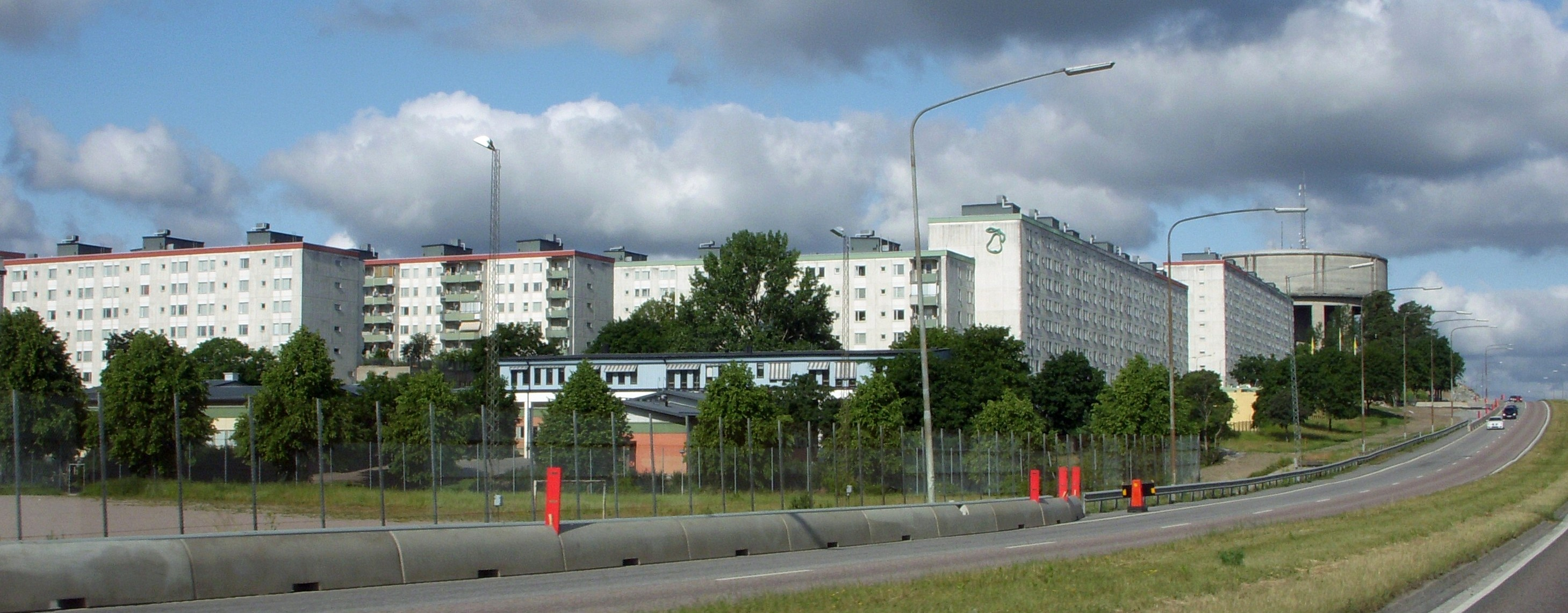
Tensta, 2009

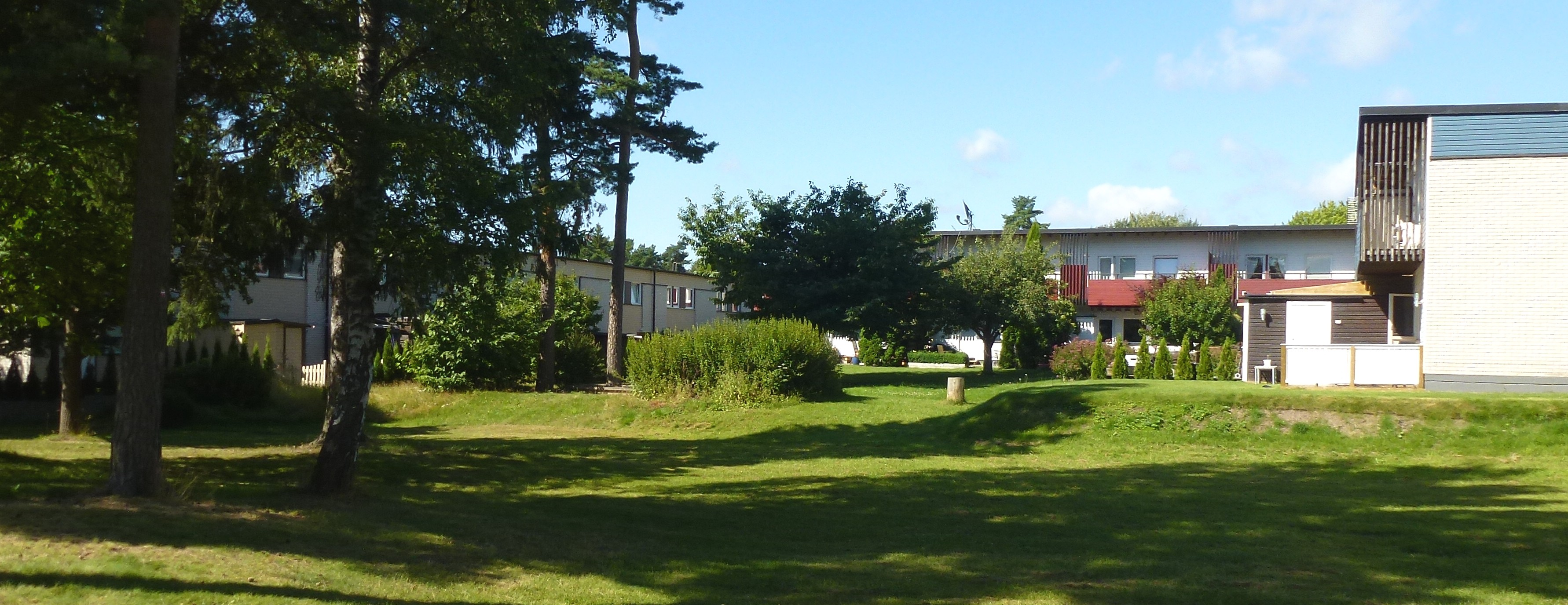
Kälvesta, Björnidevägen, 2012

El Proyecto por el millón de viviendas (popularmente llamado miljonprogrammet) corresponde a la construcción de viviendas durante el período entre 1965 y 1975 llevada a cabo luego de una resolución gubernamental ese mismo año. El objetivo era construir un millón de viviendas en el plazo más corto posible con una mejora del estándar. La falta de viviendas era enorme y se produjo por la migración a las grandes ciudades. Al mismo tiempo la generación de los años cuarenta abandonó su hogar materno lo cual produjo una explosión de nuevos nacimientos alrededor de 1965. Una condicionante para el desarrollo del programa de viviendas fue la reforma de las jubilaciones de 1959. Se había creado un capital significativo dentro de los fondos de la Caja de Jubilaciones (AP fonderna) permitiendo el financiamiento del proyecto. La mayor parte de las viviendas estaban previstas como edificios de apartamentos pero algunas zonas de casas adosadas también fueron contadas en el proyecto por el millón de viviendas.
Existen algunas diferencias en el recuento de la verdadera cantidad de viviendas construidas durante el proyecto. Según la Oficina General de Estadísticas se construyeron 1 006 000 nuevos apartamentos. De acuerdo a otras fuentes relacionadas con Sigtunahem (SABO) se construyeron cerca de 940 000 hogares. La tercera parte estuvo formada por complejos habitacionales de gran escala, una tercera parte por complejos habitacionales bajos y una tercera parte por pequeñas casas. El dividendo neto de la existencia de viviendas en todo el país igualmente no resultó tan alto ya que muchos edificios viejos con un estándar inferior al deseado fueron demolidos, como por ejemplo en Estocolmo City, la llamada Regulación de Norrmalm (Norrmalmsregleringen) y en muchos otros centros urbanos así también como en el interior del país dónde la población disminuyó en pequeãs ciudades y pueblos agrícolas. La construcción del proyecto alcanzó en el 2004 a ser el 25 por ciento de la totalidad de las viviendas en el país y reflejó de esa manera la idea de la sociedad del bienestar de los años 60 y 70.

## El concepto
La expresión "proyecto por el millón" (miljonprogrammet) nació de las palabras de Ernst Michaneks "Un millón de viviendas en 10 años", las cuales fueron utilizadas como subtítulo en 1964 por el partido Socialdemócrata (SAP) en los escritos de su línea política "Resultados y reformas". Ese mismo año el concepto recobró vida en la propaganda electoral. En todo caso no se trataba de un "proyecto de construcción" regulado en detalle por el estado.

## Historial

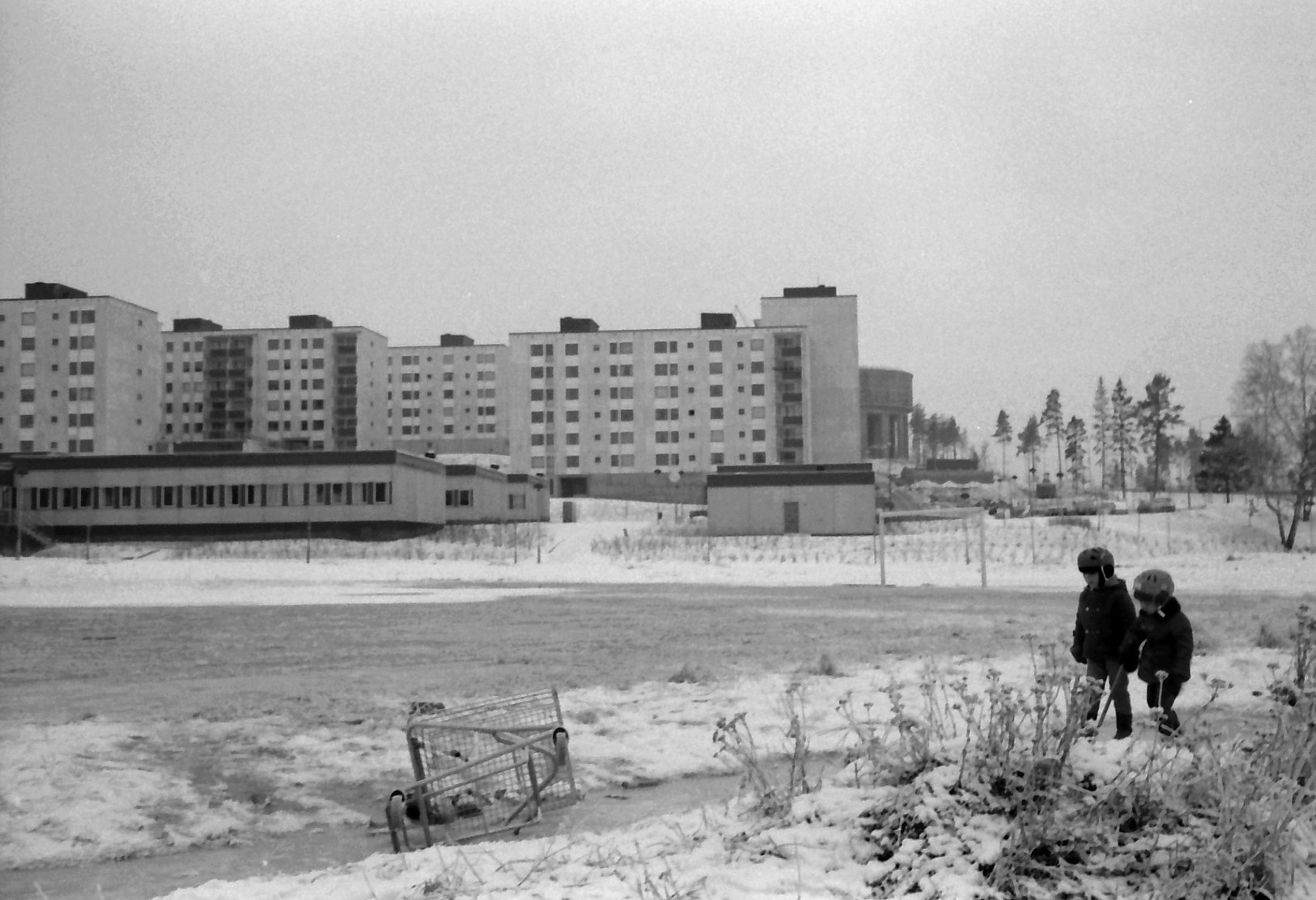
Tensta 1971

Durante los años 50 y la primera mitad de los 60 la escasez de viviendas en Suecia era grave. Al mismo tiempo, el estándar de la vivienda era en general bajo. Era normal vivir hacinado y en viviendas desgastadas. El hacinamiento se lo había intentado eliminar anteriormente con la construcción de los llamados complejos ABC (ABC-städer) como los de Vällingby y Farsta, localidades que en un comienzo fueron vistas como ideales. La falta de viviendas fue especialmente remarcable en Estocolmo donde en 1960 había 106 910 personas en espera.
Para resolver el problema se nombró una comisión investigadora (Bostadsbyggnadsutredningen) en 1959. Al mismo tiempo se introdujo un nuevo estatuto para la construcción. El encargado de esto fue el arquitecto Lennart Holm, posteriormente director general de la oficina de planificación estatal (Statens planverk). El resultado de la investigación demostró que la necesidad de construcción de viviendas era de la magnitud de un millón y medio de viviendas en un plazo de 15 años (entre 1960 y 1975). Además el estudio aseguró la necesidad de racionalizar la construcción. El parlamento decidió en 1965, de acuerdo al resultado final de la comisión investigadora, que un millón y medio debían ser construidas antes de 1974. Dentro de este contexto, el partido de derecha (Moderaterna) representado por su entonces vicepresidente Gösta Bohman, defendía la posición de que un millón y medio debía ser la meta, mientras el partido del pueblo (Folkpartiet) defendía solamente un millón cienmil nuevas unidades habitacionales.
Durante 1964 se construyeron 90 000 apartamentos, lo que indicaba que la idea del millón estaba en camino. En 1959 se legisló una nueva ley (Lex Bollmora) la cual permitió a los distintos municipios construir viviendas fuera de sus propios límites. Esto dio lugar por ejemplo a que la municipalidad de Estocolmo entre otras se expandiese con la ayuda de sus empresas por la planificación habitacional. 
El proyecto por el millón, llamado originalmente "programa" no fue justamente un programa trabajado a conciencia. En la decisión gubernamental de 1964 se incluía también que los municipios se pondrían al alcance de condiciones económicas benévolas si se aprestaban a construir en gran escala. Luego de la elección en la primera cámara en 1966 se aumentó el apoyo a nuevos proyectos habitacionales y su producción debía entonces aumentar en un 20%, de 100 000 a 120 000 unidades. Con la finalidad de obtener un mayor resultado a menores costos se ajustaron al mismo tiempo las condiciones de los préstamos inmobiliarios. A aquellos planes mayores y especialmente planes detallados de mayor envergadura que incluían más de 1000 unidades se les daba prioridad. La construcción a gran escala que fue la principal característica del proyecto, se explica con la ayuda del racionalismo económico: realizar un proyecto de construcción habitacional resulta más económico si se lo hace para una mayor cantidad de inquilinos.

## La construcción

### Planificación urbana

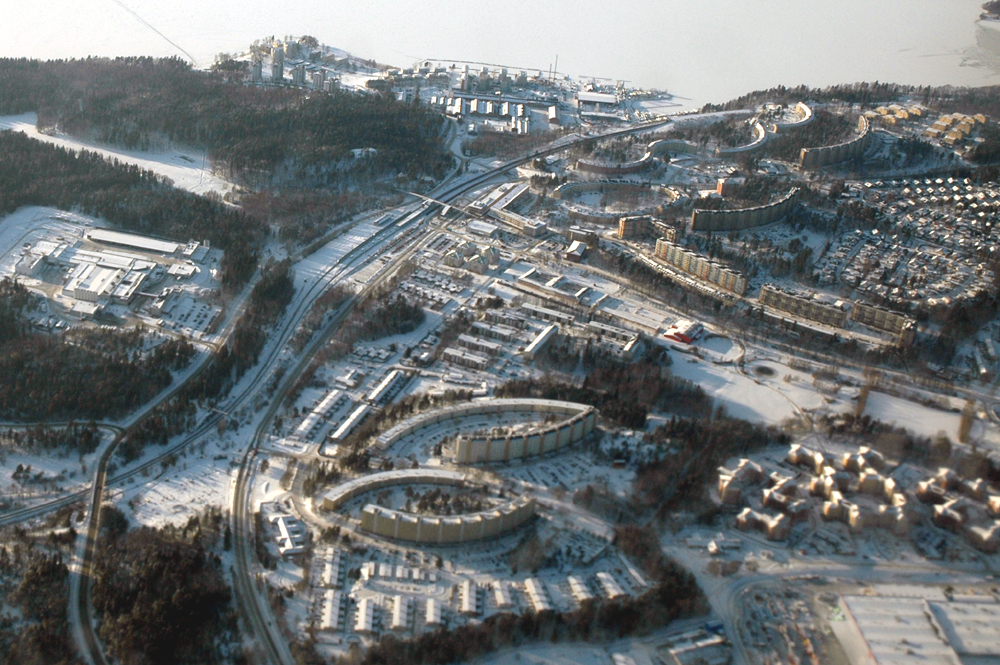
Kallhäll i Järfälla kommun ilustra la planificación del proyecto del millón mezclando edificios de alto y de bajo

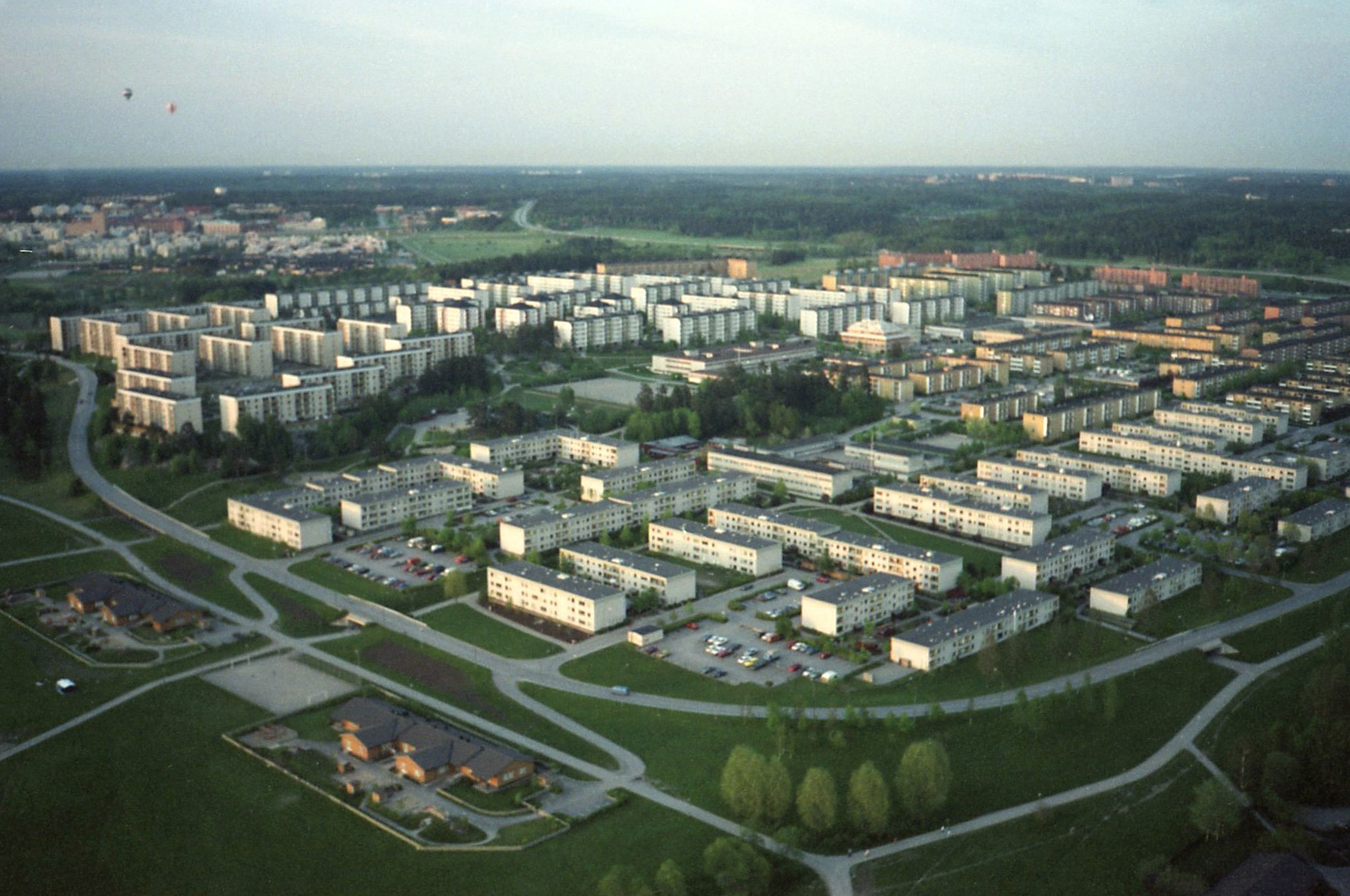
Complejo por el millón en Rinkeby al noroeste de Estocolmo. Desde el sur se ven las casas de bajo.

La forma de redes de calles tradicionales fue desplazada por el nuevo estamento arquitectónico que encabezó la nueva planificación urbana. Fueron construidas nuevas zonas habitacionales, se priorizó la entrada de iluminación en los apartamentos y zonas de recreación fueron emplazadas en las cercanías de los edificios. Los complejos fueron construidos en las cercanías de las comunicaciones colectivas y de los centros comerciales. Las visiones modernistas del Funcionalismo (arquitectura) referidas a la construcción de la urbe bondadosa y funcional se desarrolló en gran escala. Las zonas del proyecto por el millón se caracterizaron además por el desarrollo intenso y estricto de un plan (SCAFT|SCAFT-planen) para la separación del tráfico, cuyo objetivo fue el de separar el tráfico de vehículos de los transeúntes. En las cercanías de los edificios fueron emplazados caminos peatonales totalmente libres del tráfico de vehículos, puentes aéreos y túneles peatonales, autopistas anchas y estacionamientos de gran escala. 
El tráfico de tranvías fue desplazado de los centros urbanos a sus alrededores. Al crecer los centros suburbanos se hizo necesario también ampliar la red de transporte subterránea de Estocolmo y la de tranvías de Gotemburgo. Estas ampliaciones hicieron que ciertas municipalidades de los alrededores, las cuales habían tenido ambiciones equivalentes, decidieron en su lugar construir centros habitacionales; por ejemplo en Vårby gård en la municipalidad de Huddinge al sur de Estocolmo y en Angered en Gotemburgo, la cual en ese entonces era una municipalidad propia.
Los complejos habitacionales construidos dentro del proyecto por el millón fueron planeados para tener servicios sociales y comerciales, lugares de recreación, puestos de trabajo y escuelas. Servicios de todo tipo se disponían en construcciones céntricas con escuela hasta noveno grado. Se planificaban con la idea de que fueran utilizados por las tardes y los fines de semana para cursos, bailes y reuniones de asociaciones. Un grupo de vecindarios formaba una ciudad, por ejemplo Skärholmen junto con Bredäng, Sätra y Vårberg. En los vecindarios había centros comerciales de menor escala con negocios principalmente para la alimentación mientras en el centro de mayor envergadura de Skärholmen había una mayor cantidad de comercios de otros ramos.

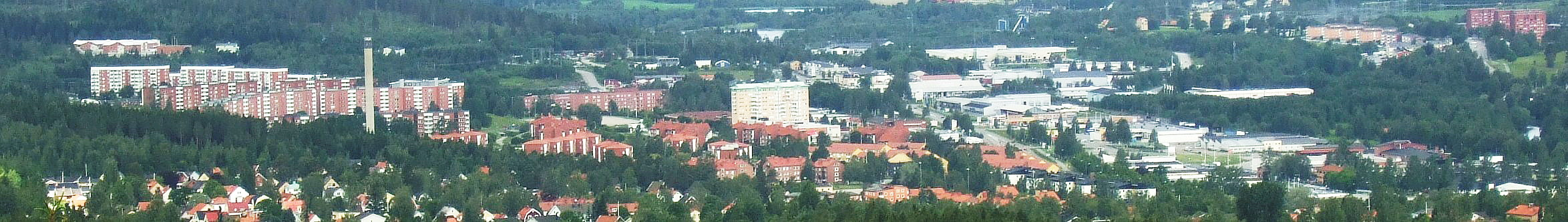
Complejo habitacional en Nacksta, Sundsvall. Ahora en total renovación..

De acuerdo a la misma idea fueron construidos otros centros habitacionales suburbanos como en la zona de Gotemburgo, por ejemplo Angered y también en la municipalidad de poco menores dimensiones de Sundsvall como Nacksta. La planificación urbana de Nacksta se dibujó la primavera de 1963. La zona fue proyectada en una sola vuelta, se construyó en etapas y estuvo lista en 1974. En total se construyeron 1 600 nuevas viviendas tanto edificios de alto como de solamente 3 pisos. La resolución del plano de los apartamentos era de buena calidad y espaciosa. Los problemas estaban en lo estéril de los exteriores. En forma visual los suburbios se veían como una unidad gracias al color único de las fachadas de las casas salvo la del delgado edificio central. En el medio del complejo se emplazaba un centro con clínica médica, dentista y escuelas. En Alemania occidental, Alemania oriental, Francia, Finlandia y la Unión Soviética se construían los centros urbanos de la misma forma pero no de acuerdo a una declaración programático política como en Suecia.

### La construcción de casas

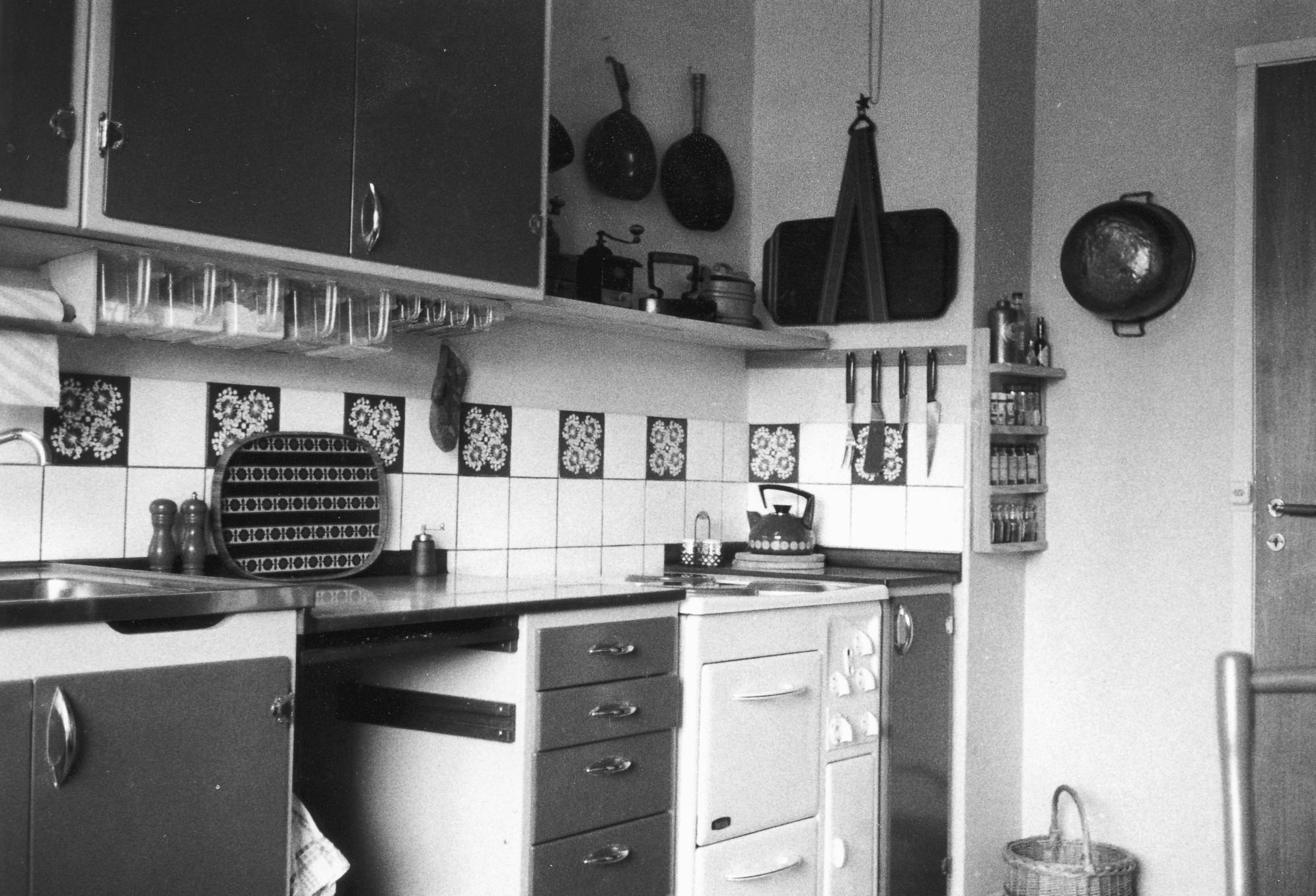
Cocina 1968

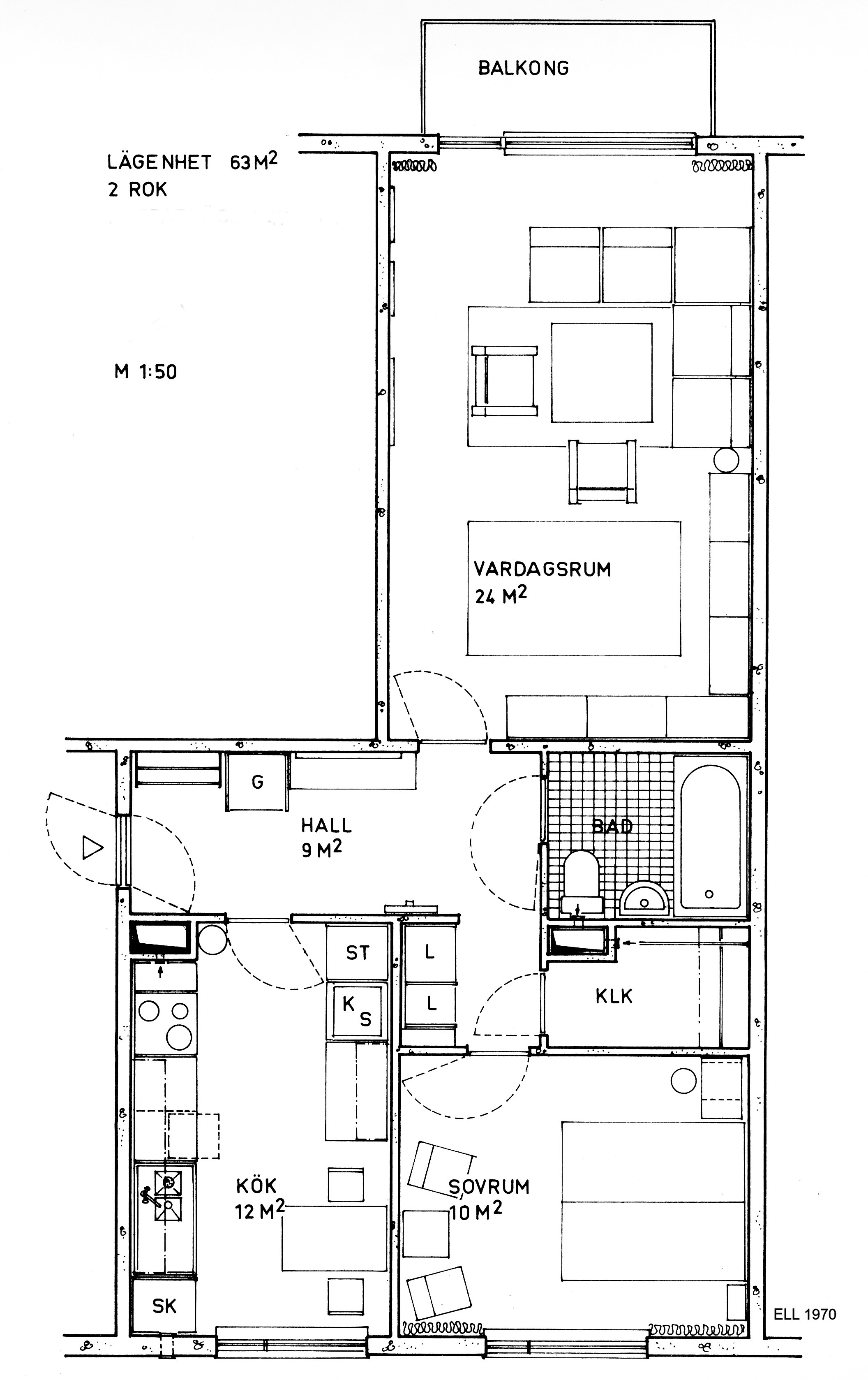
Plano de apartamento en 1970

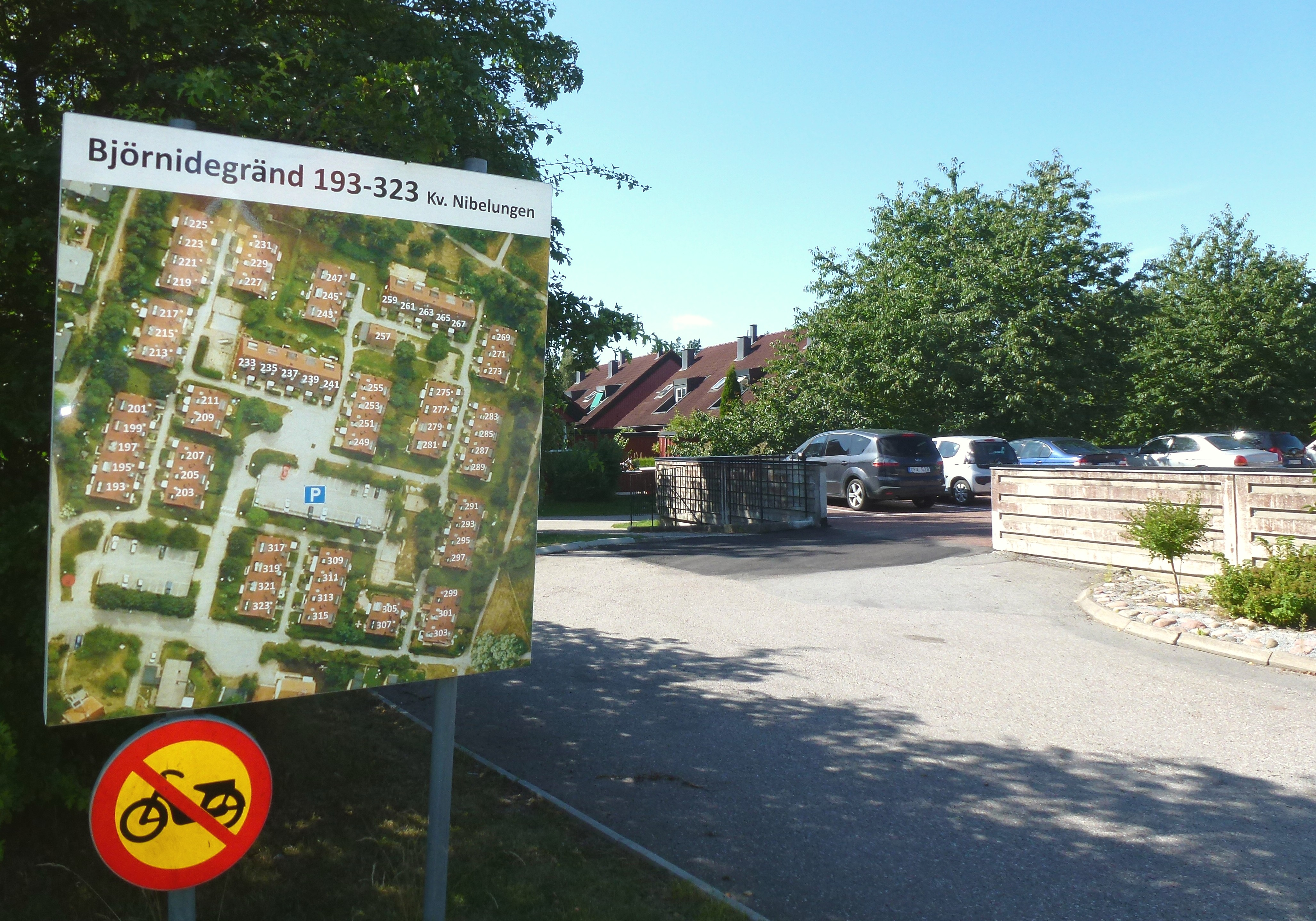
Kälvesta, Björnidevägen en 2012

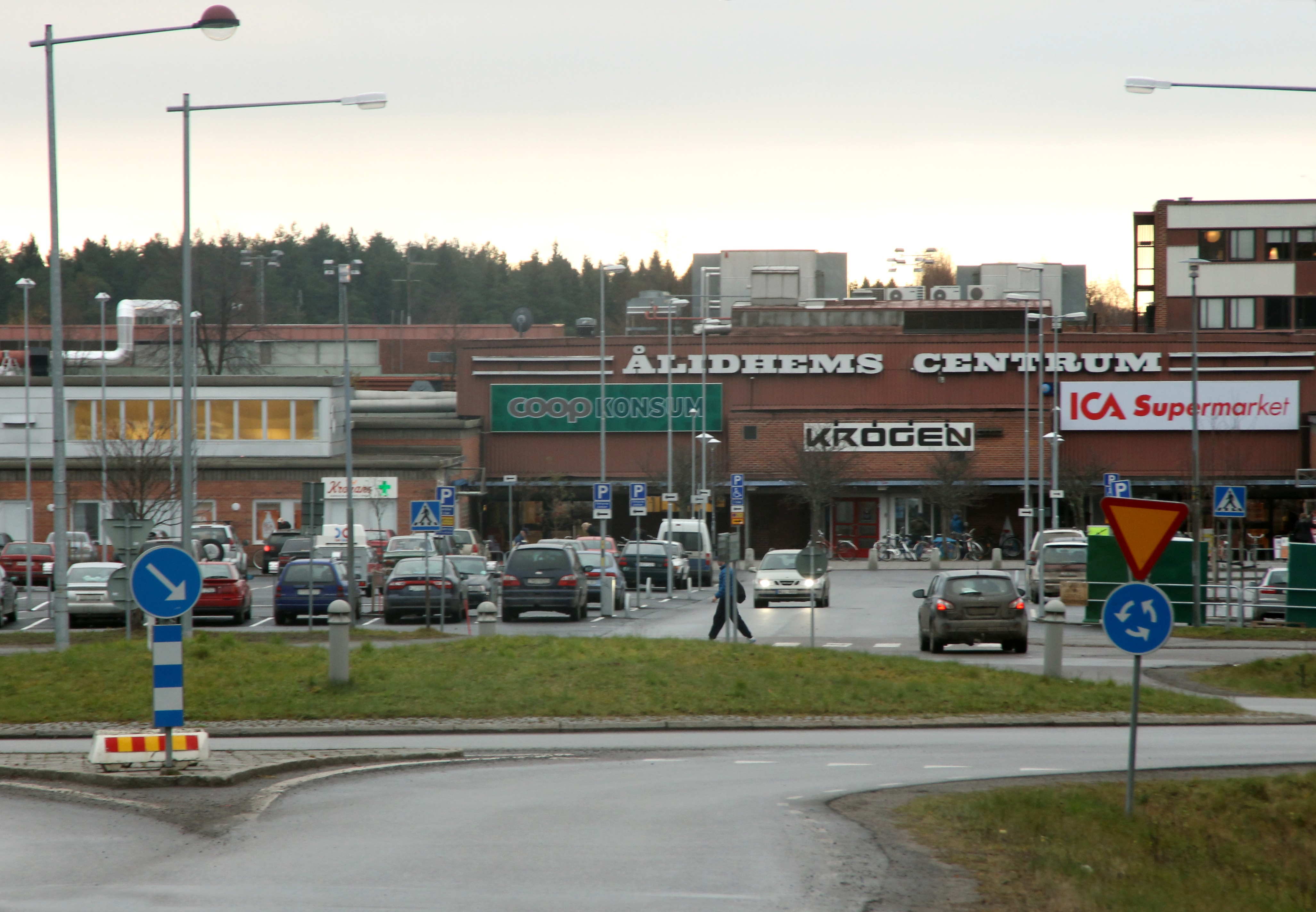
Centro de Ålidhem

El incremento automotriz, la fuerte planificación, el funcionalismo arquitectónico y el enorme deseo de abandonar la pequeña ciudad de piedra eran tendencias de esos tiempos que en conjunto con un marco económico ajustado influyeron en la forma y construcción de las pequeñas casas del proyecto. Un poco más de la mitad de ellas son de pequeña envergadura, tanto casas independientes como adosadas en par o en mayores unidades habitacionales. El resto son edificios de apartamentos tanto de alto y de bloque, como de torre. Solamente una cuarta parte de los edificios es de seis pisos o más.
Únicamente sobre el final del proyecto fueron utilizados elementos de cemento armado prefabricados. Hasta ese entonces habían sido preferidas las fachadas revocadas. Durante los años de récord de fabricación de edificios de apartamentos fue el revocado la forma más utilizada, especialmente en el departamento de Estocolmo. Durante esos años el ladrillo también fue utilizado como material de fachada pero no como material de construcción de estructuras básicas. No era poco común el utilizar elementos prefabricados de cemento armado con una capa exterior de ladrillo.
La construcción durante el proyecto se caracterizó por una alta efectividad y una economía racionalizada. Antes del decreto gubernamental por el millón de viviendas, se había construido ya al sur del centro de Estocolmo la unidad habitacional de Östberga. Esta fue la primera en construirse con elementos de cemento armado prefabricados. El método de construcción exigía las instalaciones de una fábrica temporal en las cercanías de la zona. Los elementos eran colocados en su lugar con la ayuda de grúas. Con el correr del tiempo la fabricación de los elementos se centralizó en instalaciones permanentes y se comenzó entonces el traslado a las distintas zonas de construcción. Este método industrializó, efectivizó y acortó el tiempo de las mayores zonas habitacionales del proyecto. El método se utiliza hasta el día de hoy aunque en forma modificada. Las grúas utilizadas en el montaje de prefabricados eran instaladas sobre rieles facilitando así la construcción aún más. El alcance de las grúas definía así la distancia entre las diferentes agrupaciones de casas. La instalación de rieles exige planicie por lo tanto la zona debía ser barrenada y la vegetación extraída. La planificación incluía la plantación de nueva vegetación una vez terminada la construcción de los edificios a diferencia de los años 50 cuando la construcción de suburbios pretendía preservar la vegetación existente lo más posible. 
De todas maneras no es correcto pensar que las construcciones del proyecto son "suburbios de cemento" cuyos edificios y casas se ven como demasiado altas, grises y rígidas. Por ejemplo si se conduce en dirección a Tensta por la parte norte sobre la E 18 se puede sufrir esa impresión. En cambio si nos acercamos a Tensta, Hjulsta y Rinkeby desde el sur, nos encontramos por el contrario con construcciones de extensa envergadura pero de escasa altura con predominancia de fachadas revocadas y de ladrillo. Los edificios de alto de planchas prefabricadas sobre la E18 respetan la idea original de los planificadores urbanos, es decir que funcionan como "murallas de protección" al resto de las construcciones de la zona. De todas maneras no todo fue realizado como edificios de alto con fachadas de cemento armado. Una parte significativa de las viviendas del proyecto por el millón (cerca del 30%) estaba constituida por casas pequeñas como las de Kälvesta al noreste de Estocolmo. Allí hay edificios de fachada revocada, de madera y de ladrillo y la mayor parte de la vegetación original fue preservada. Kälvesta podría llamarse "la zona horizontal del proyecto" con cerca de 2 000 unidades habitacionales para una sola familia. El proyectado de la planificación urbana de la zona se hizo en conjunto con la oficina de arquitectos Höjer & Ljungqvist quienes se especializaban en casas adosadas y en cadena. Las primeras casas comenzaron a construirse en 1966 y los trabajos de construcción se mantuvieron hasta los años 70. A lo largo de Björnidevägen y Björnidegränd viven un poco más de 4 500 personas en casas adosadas, en cadena, casas de atrio y casas independientes. La mayor parte de las casas fueron construidas como adosadas con 4 habitaciones, cocina y baño. Kälvesta se cuenta como uno de los últimos suburbios de casas de bajo que se construyeron desde los años 30.
Con apoyo de la oficina de préstamos del estado para la construcción se intentó garantizar la calidad de las viviendas. Las condiciones benévolas de tales préstamos estaban ajustadas especialmente para los edificios que siguiesen las normas estándar de equipado y tallas especificadas, condicionantes que corrían tanto para las constructoras privadas como para las municipales. Tales condiciones normativas estaban especificadas en "Buena vivienda" (God bostad), los escritos de la directiva de vivienda impresos entre los años 1964 y 1976. En estos se podía leer sobre cada parte de la vivienda, desde reglamentación de medidas de cada habitación, inclusive las localidades higiénicas, estándar para armarios y guardarropas, cocina y sus lugares de trabajo. Los planos típicos de cocina y los muebles de cocina estandarizados se adaptaban perfectamente a las condiciones establecidas por el proyecto por el millón de viviendas. La meta era construir un millón de cocinas en 10 años y el estándar sueco se adaptó correctamente.

## La producción habitacional y el servicio público

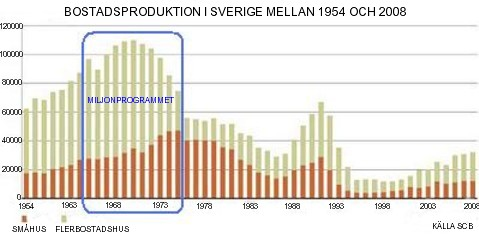
Construcción habitacional en Suecia entre 1954 y 2008

Muchos igualan el servicio público con el proyecto por el millón y los complejos habitacionales de edificios de alto. Es una verdad con ciertas modificaciones. La producción total de viviendas entre los años 1965 y 1974 fue de 940 000 unidades pero no solamente bajo la dirección del servicio público ni se construyeron solamente edificios de alto. Aproximadamente una tercera parte del proyecto está conformada por complejos de edificios de alto en gran escala, otra tercera parte está formada por complejos de casas de bajo y una tercera parte está formada por casas pequeñas. Las unidades habitacionales fueron divididas entre diversos constructores y en diversas formas de comercialización de la siguiente manera:
- 340 000 apartamentos en empresas de servicio público (SABO-företagen)
- 145 000 apartamentos en unidades de asociación privada (Bostadsrättsföreningar)
- 93 000 apartamentos en edificios de alquiler privados
- 350 000 pequeñas casas (por ejemplo a través de Småa)
- 8 000 apartamentos bajo la dirección de las municipalidades

## Selección de localidades

### Edificios de alto  (una selección)

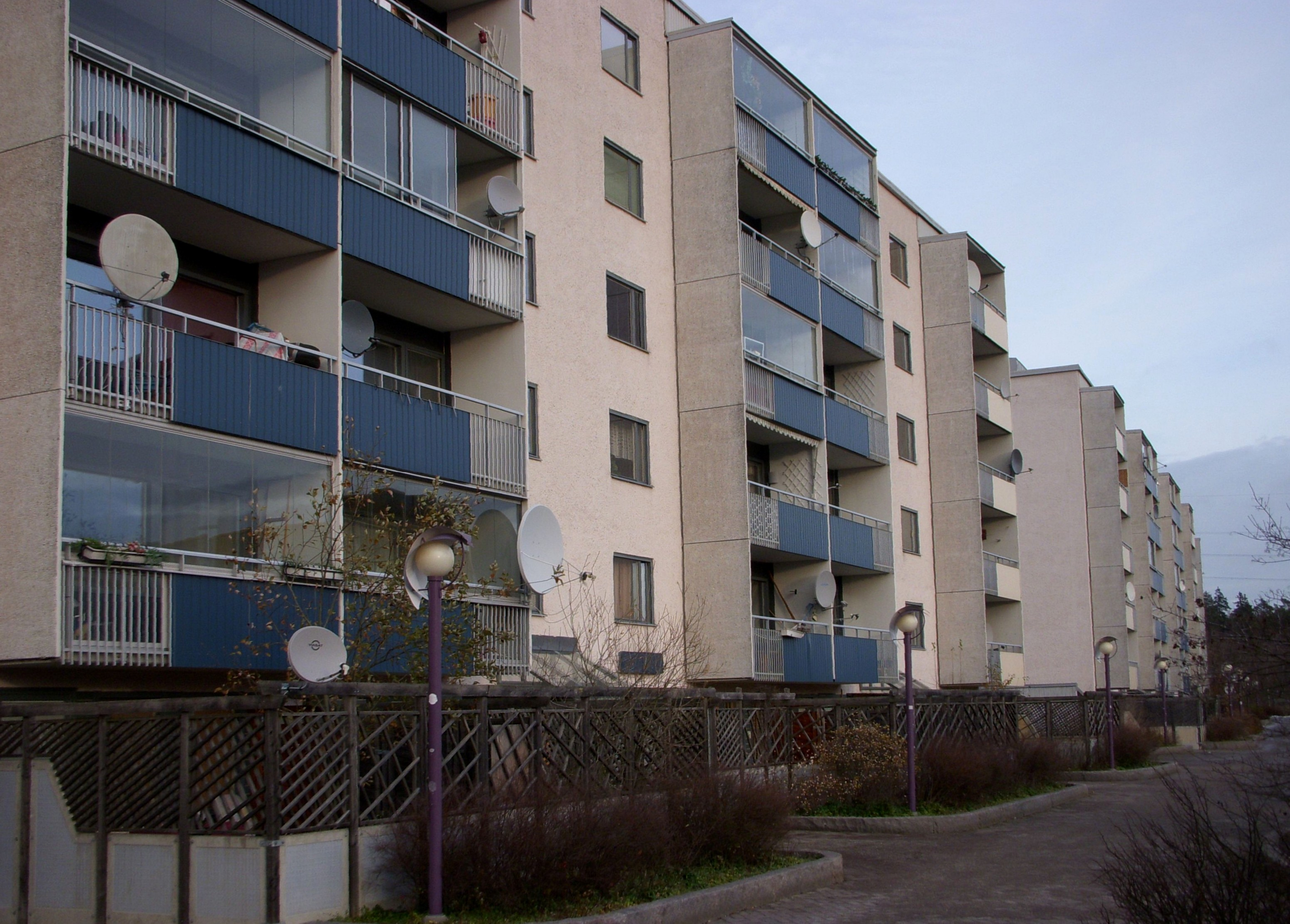
Skärholmen
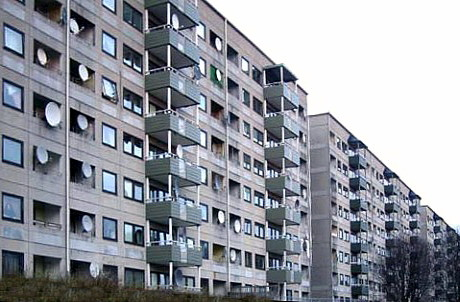
Hammarkullen
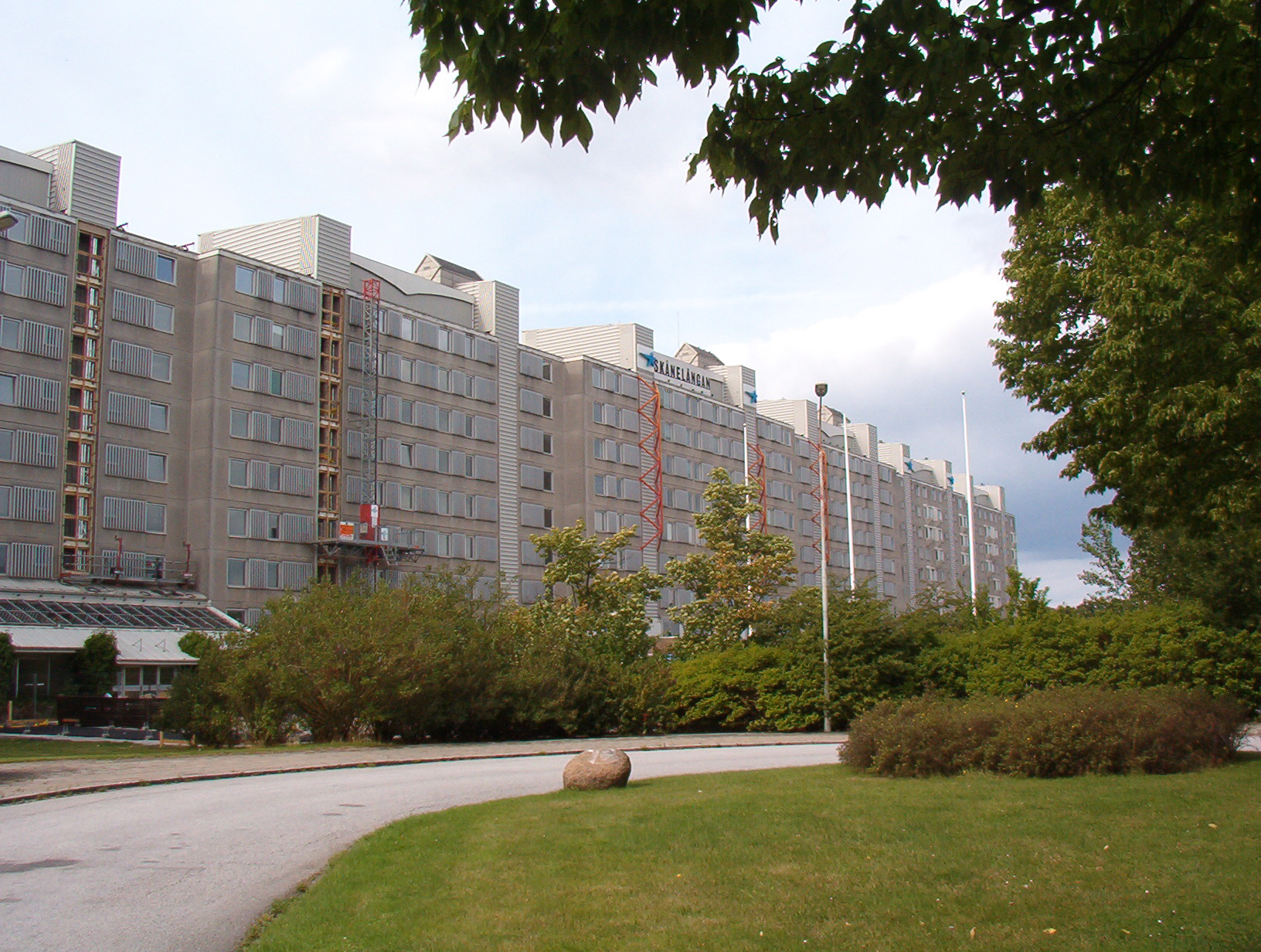
Rosengård
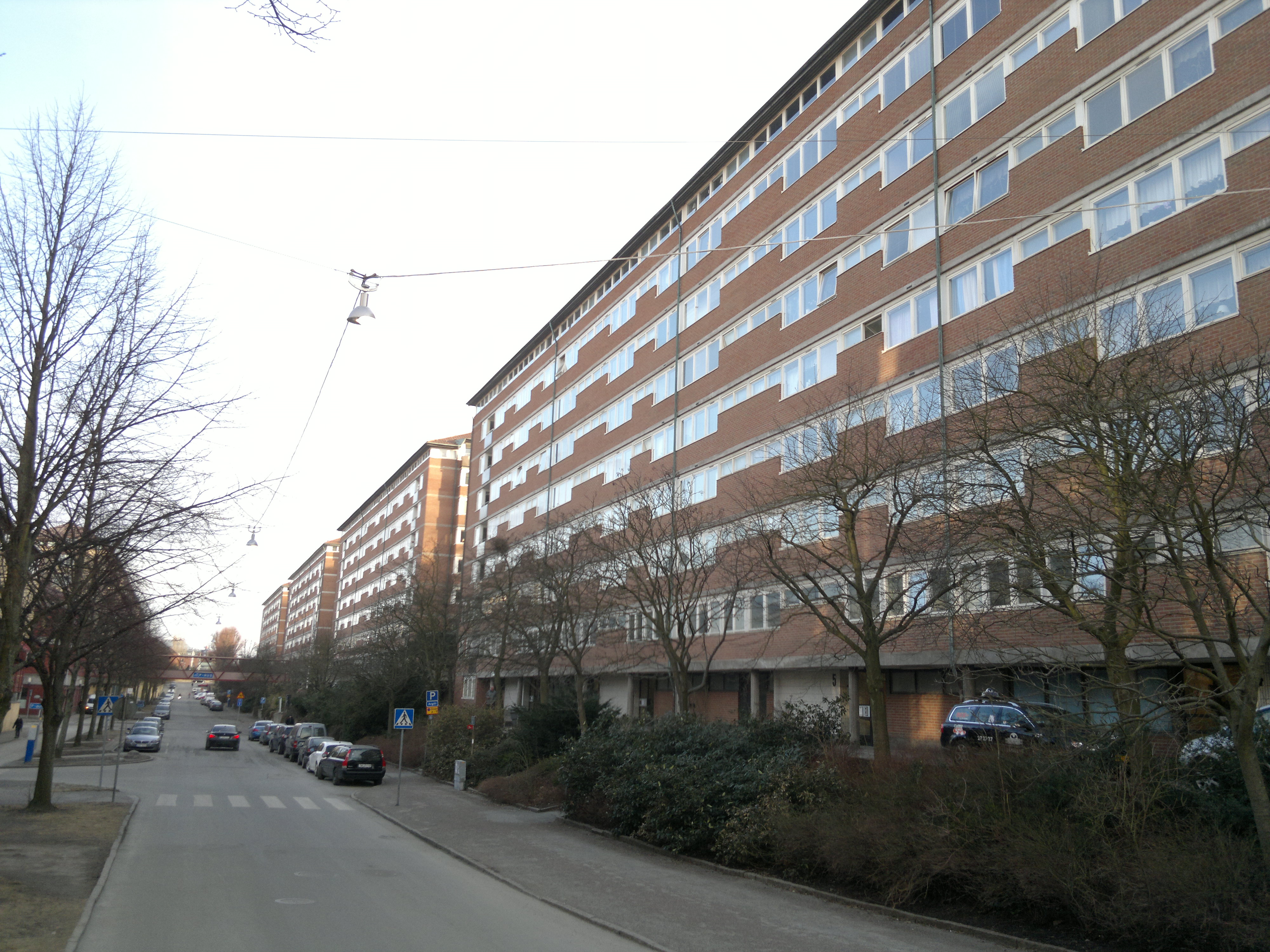
Landala
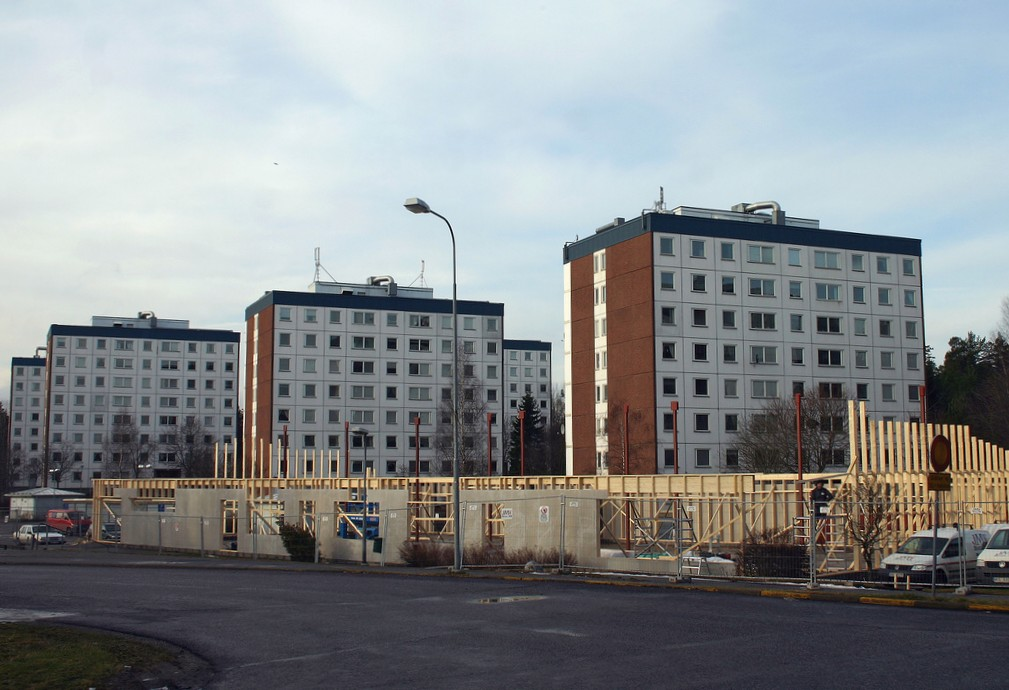
Jordbro
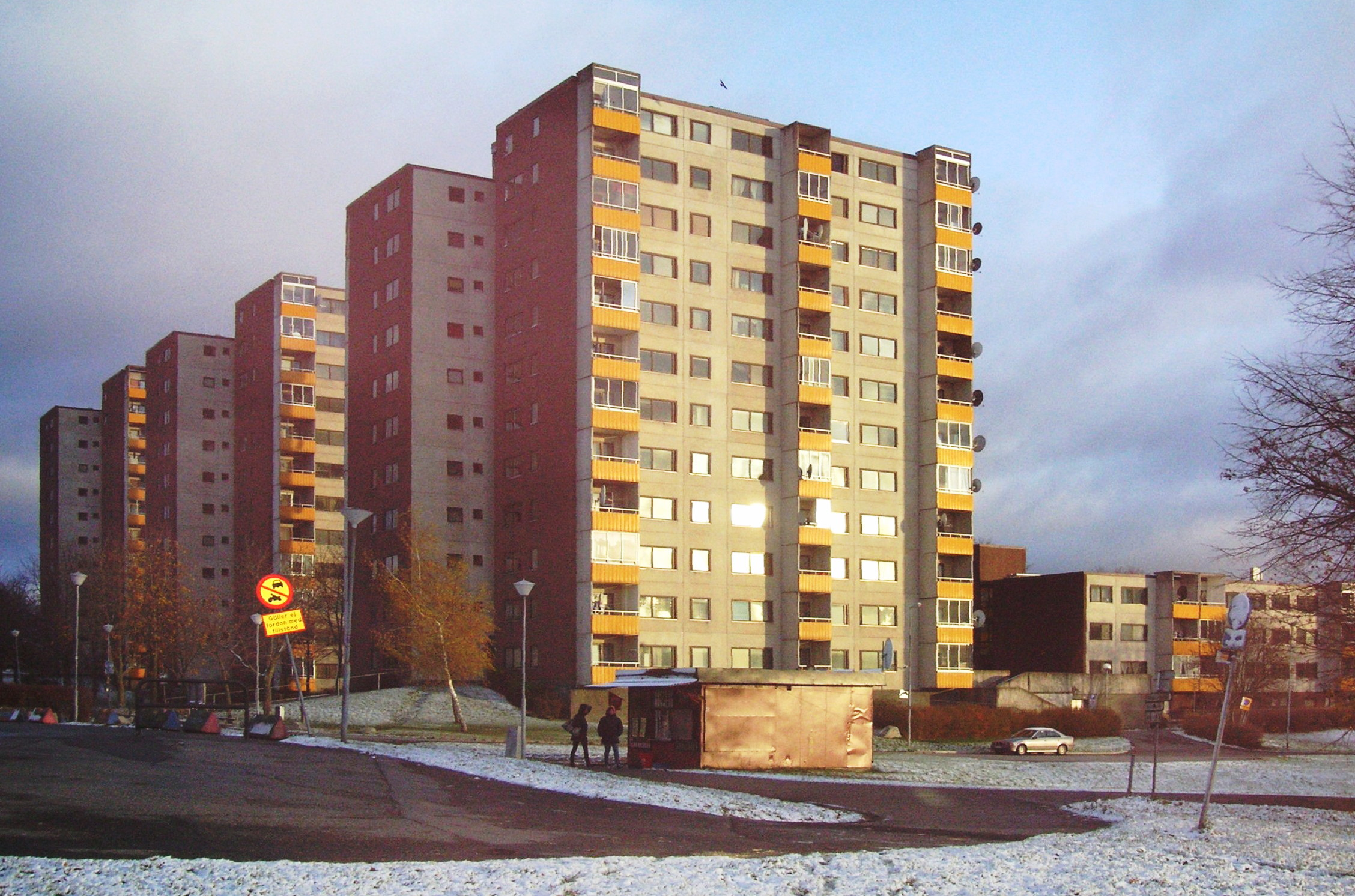
Fittja
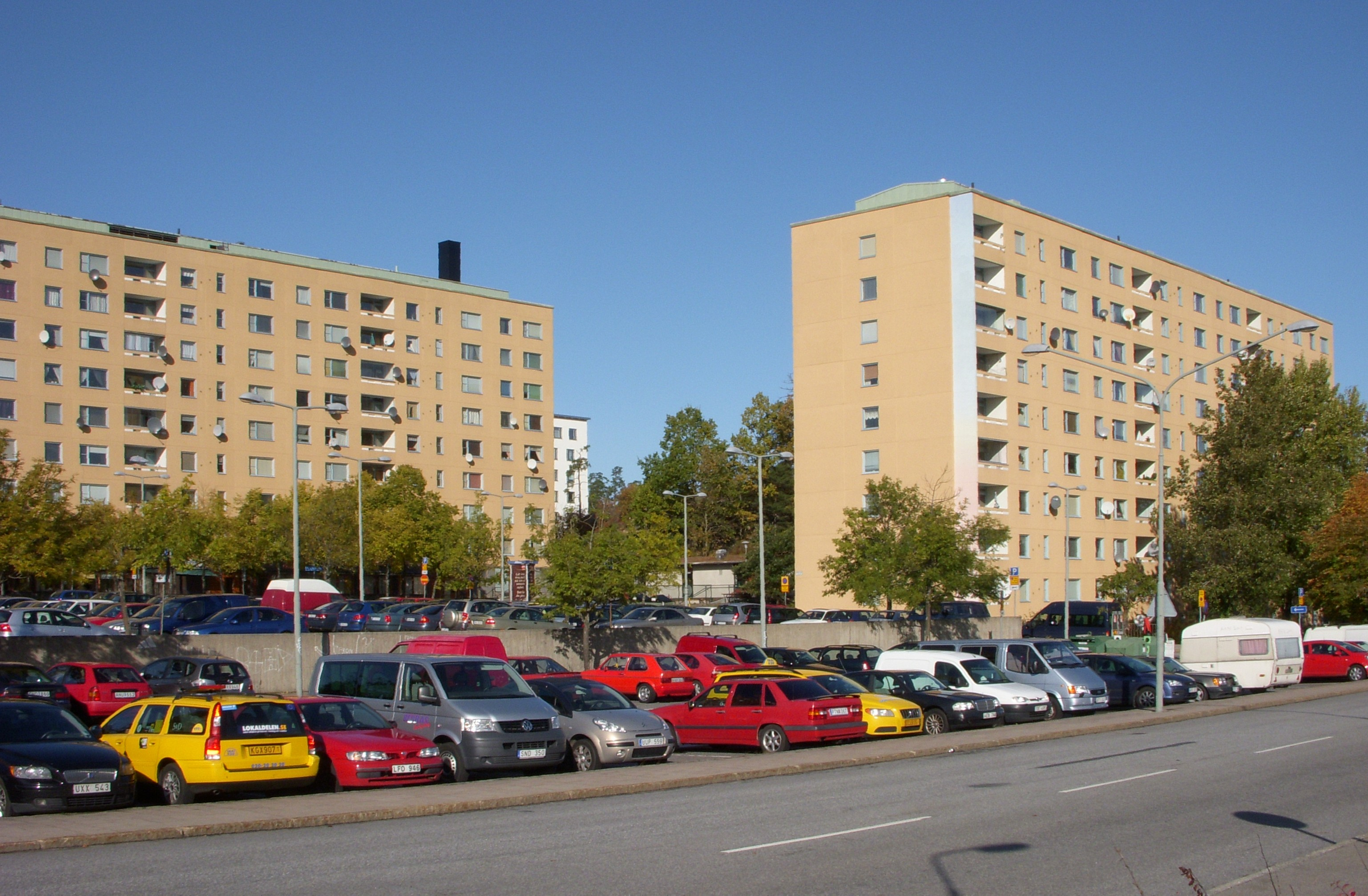
Sätra
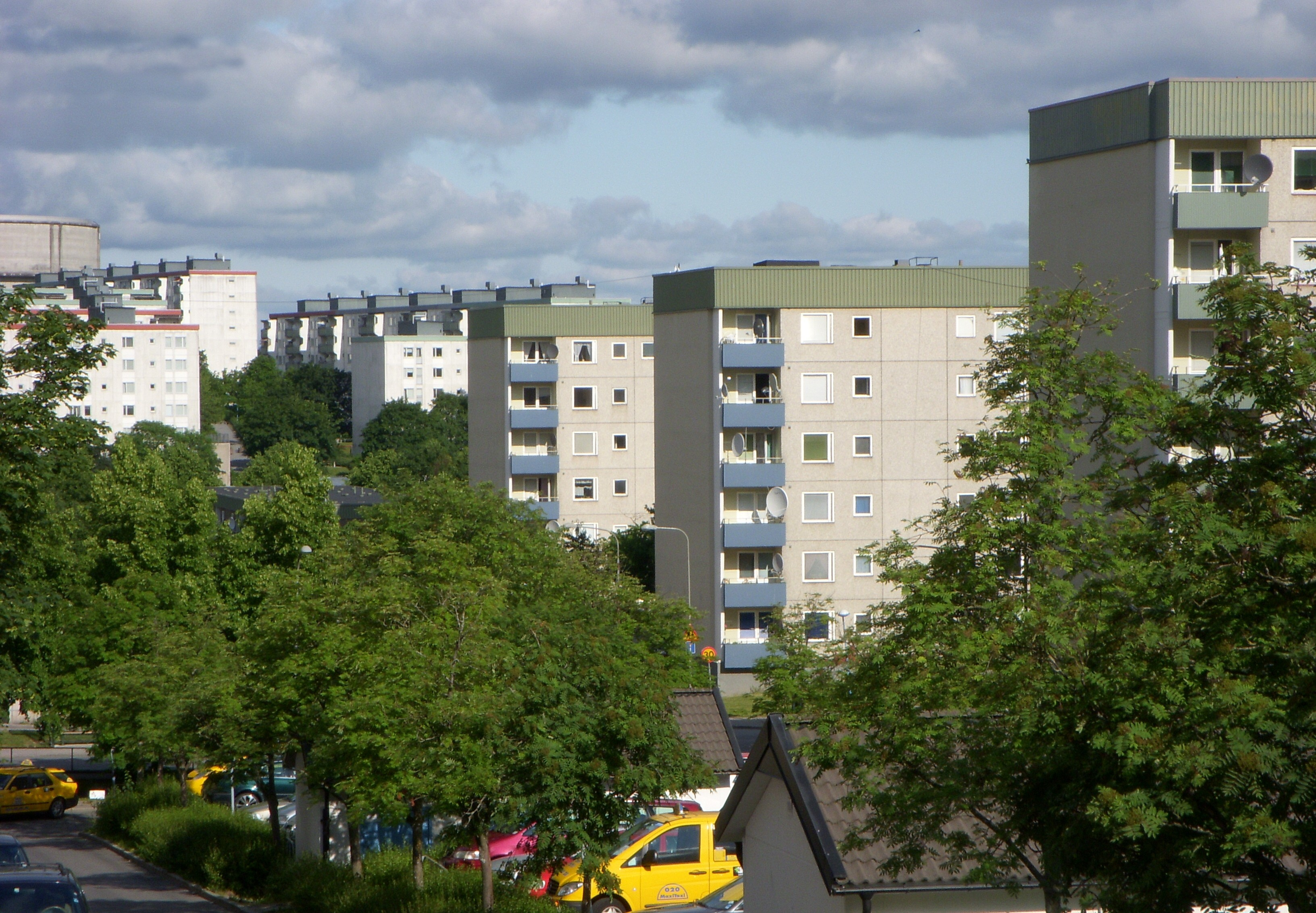
Tensta

### Edificios bajos y pequeñas casas (una selección)

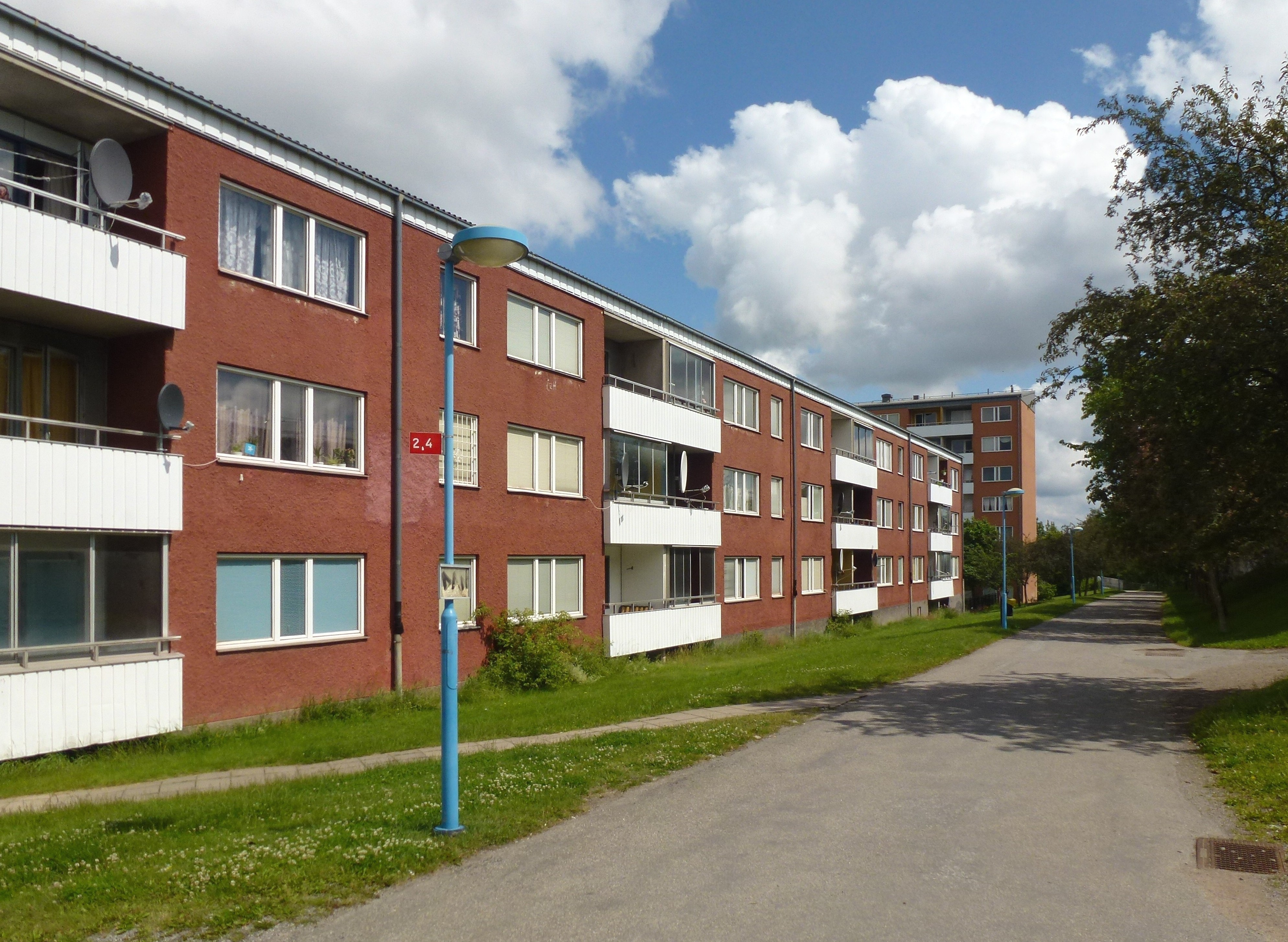
Hjulsta
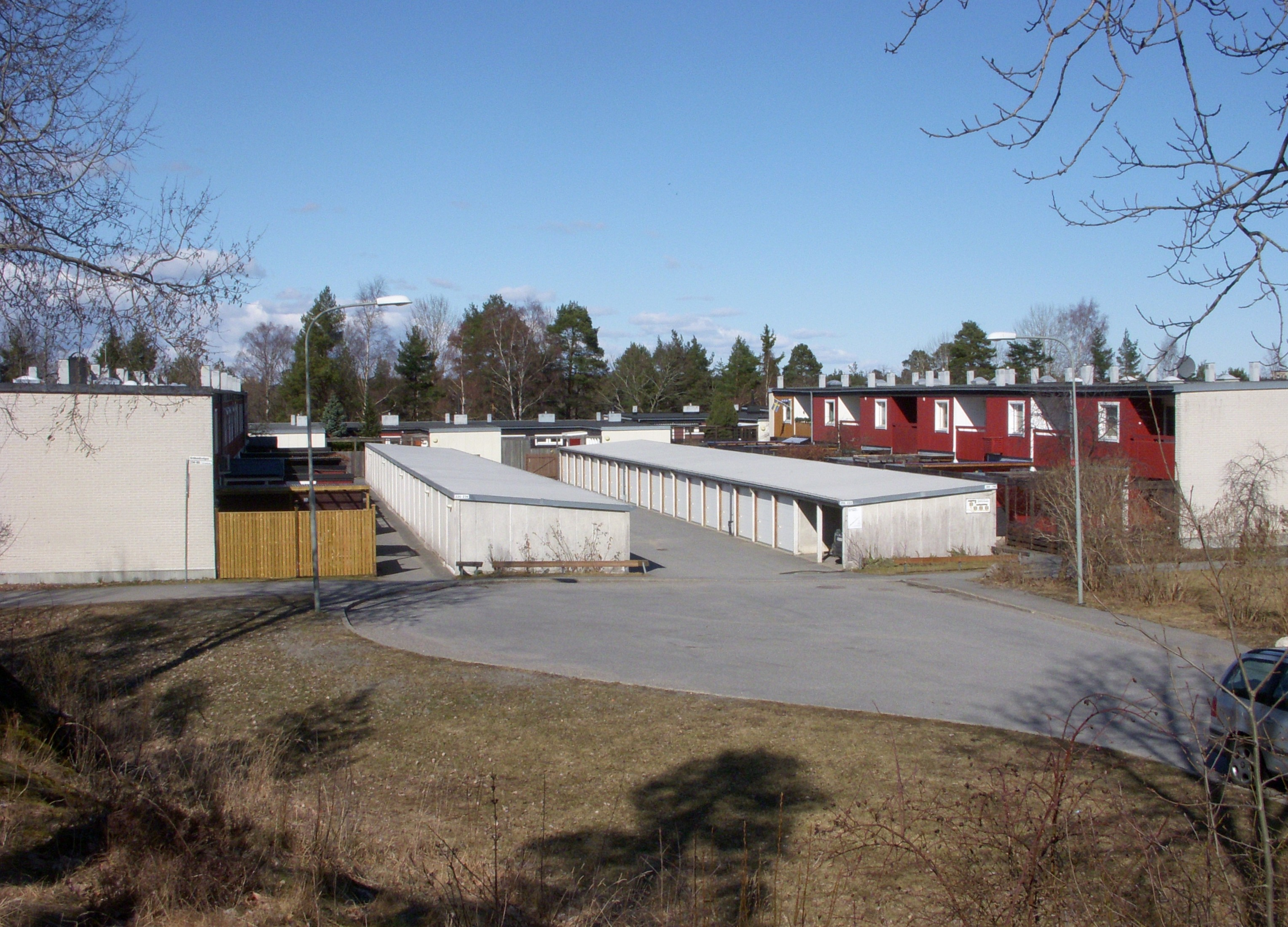
Sköndal
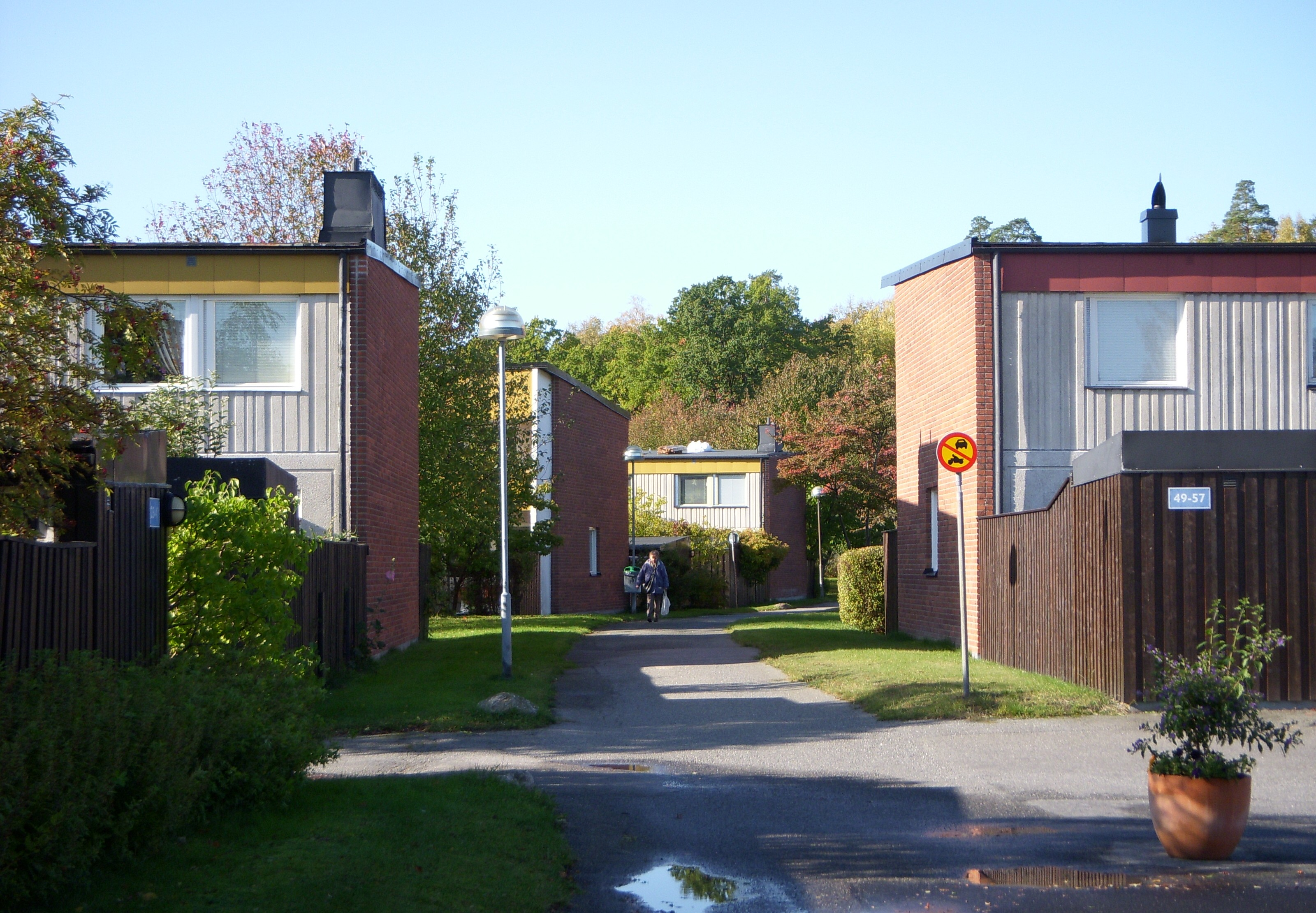
Sätra
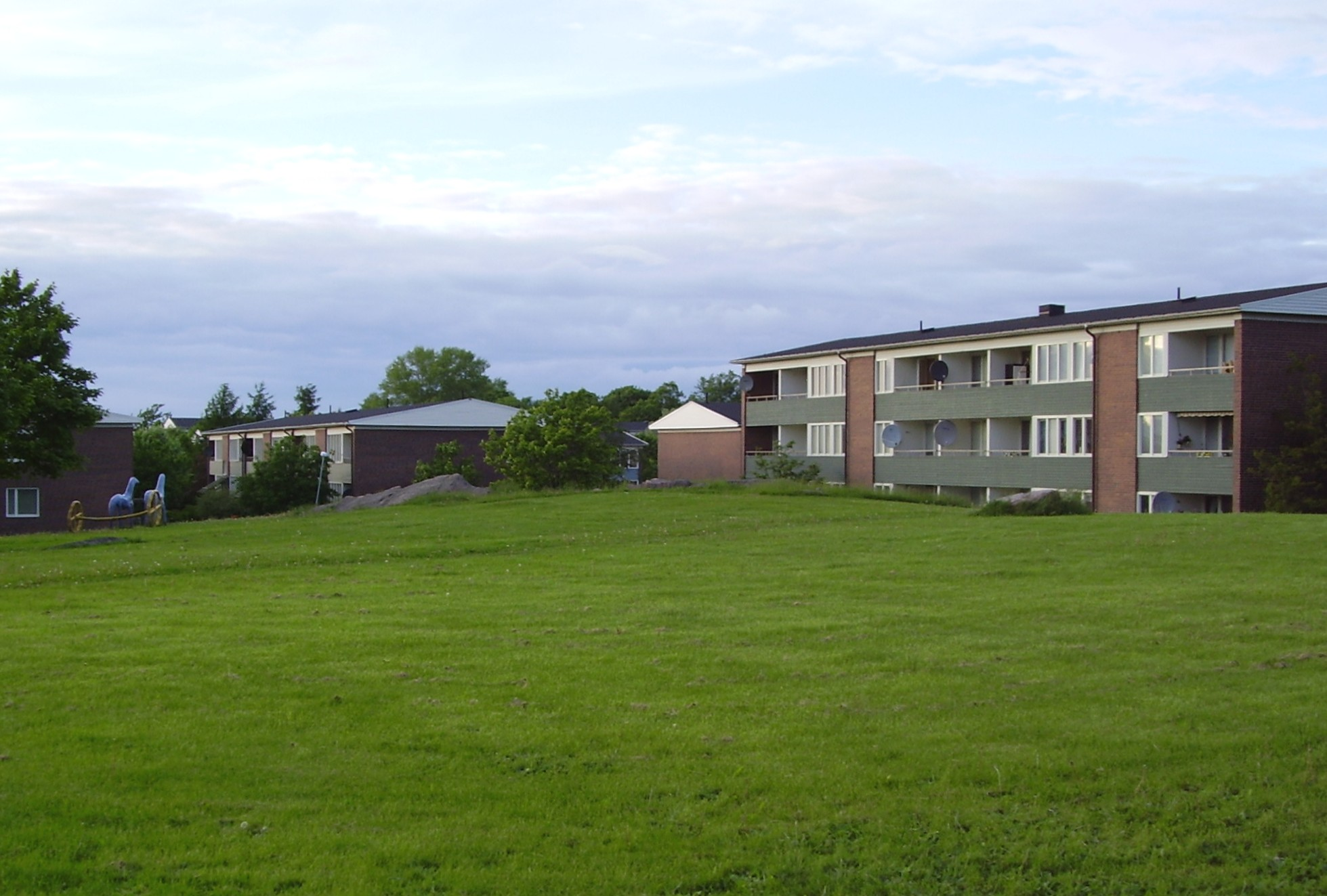
Skäggetorp

## El fin del proyecto
A fines de los años 60 una treintena de empresas constructoras del servicio público dio a conocer la existencia de dificultades en el alquiler sobre todo de los apartamentos de mayor envergadura. Una marcha por el medio ambiente de más de 100 000 personas realizada en 1972 contra el "Plan regional 70" de la municipalidad de Estocolmo, desató las primeras inquietudes frente a la supervivencia del proyecto por el millón, tanto entre políticos como entre planificadores y empresas constructoras. Además la coyuntura económica se debilitó, la crisis petrolera de 1973 elevó los precios del combustible y la cantidad de habitantes de las grandes urbes descendió considerablemente. La explosión de nacimientos que había comenzado en 1965 se detuvo durante 1975. La llamada "ola verde" contribuyó a que las familias jóvenes comenzaran a retirarse de las ciudades.
Cuando el diario matutino DN (Dagens Nyheter) el 10 de setiembre de 1968 escribió en sus titulares "derriben Skärholmen" comenzó a sentirse la crítica de los medios de comunicación. Esto sucedió dos días después de la inauguración del mismo centro donde el Príncipe Bertil había estado presente con bombos y platillos. 
En el artículo del mismo periódico se pudo leer: “El skyline de Skärholmen es una cortina circunvalando un centro suburbano el cual representa una de las mayores aberraciones humanas que se haya construido jamás. Es como una importación americana tardía de planificación urbana de los años 40 y que entonces ya era caduca." El artículo desató el llamado debate de Skärholmen. 
La escasez de viviendas se convirtió en poco tiempo en un exceso de las mismas con cantidades de apartamentos vacíos. Durante la primera mitad de los años 70 aumentó la cantidad de viviendas vacías dentro del proyecto por el millón y el problema ya no se veía limitado solamente a determinados suburbios o tamaños de departamento. Un desarrollo parecido se pudo apreciar en muchas ciudades europeas.
En forma de reacción contra la construcción masiva del proyecto por el millón, se desató una ola de construcción de pequeñas casas la cual aumentó el monto de las mismas de una tercera parte a las tres cuartas partes (1977) de la totalidad de la producción de viviendas. En total la producción de viviendas se redujo y como consecuencia el empleo de mano de obra de la construcción también.

## Crítica y análisis
Muchos de los centros suburbanos marginales como por ejemplo Bergsjön, Hammarkullen, Tensta, Rinkeby och Nacksta pertenecen al proyecto por el millón.  Por eso es normal que se le culpe de haber ocasionado la segregación. La elección de cemento armado como material de construcción visible, la arquitectura uniforme, la construcción a gran escala y los aburridos ambientes exteriores son nombrados como características típicas que hicieron esas zonas poco atractivas. Quienes tuvieron medios económicos abandonaron poco a poco esos lugares de las ciudades y quienes se quedaron fueron aquellos que no tenían suficientes medios y gente generalmente de procedencia extranjera o con problemas sociales.
Según un curso de investigación de la teoría urbana nacional que se realizó en 2009 en la Universidad de Gotemburgo, los problemas estructurales de dichas zonas creadas durante el proyecto por el millón, radican en el funcionalismo arquitectónico que calificó la construcción moderna sueca de ciudades durante la posguerra. Las ideas sobre la planificación funcional y de la separación del tráfico fueron lanzadas mucho tiempo antes de que el proyecto se pusiera en marcha y es en esas ideas en las que podemos encontrar la verdadera razón de la segregación.

## Presente y futuro

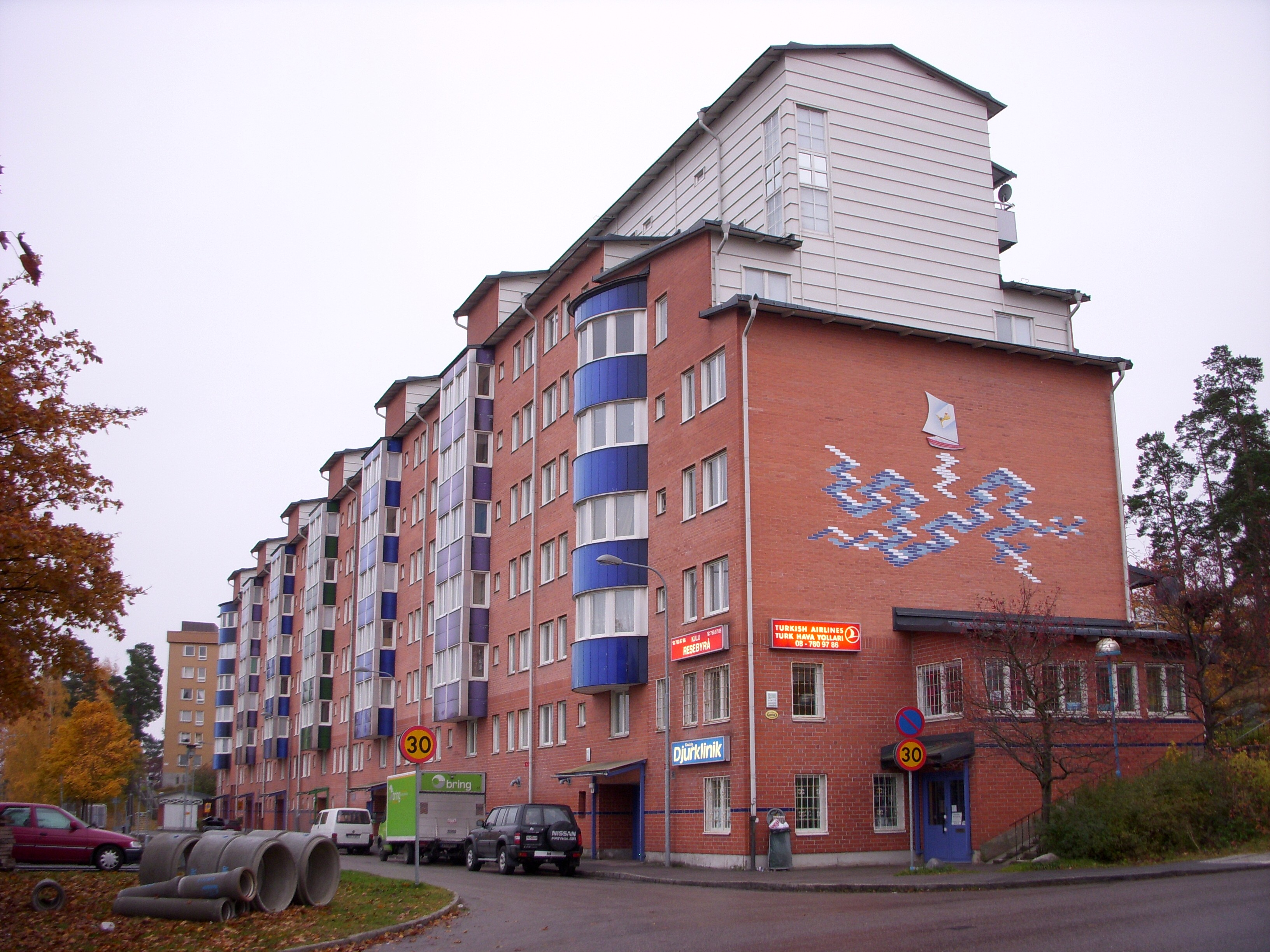
Rinkeby 2009

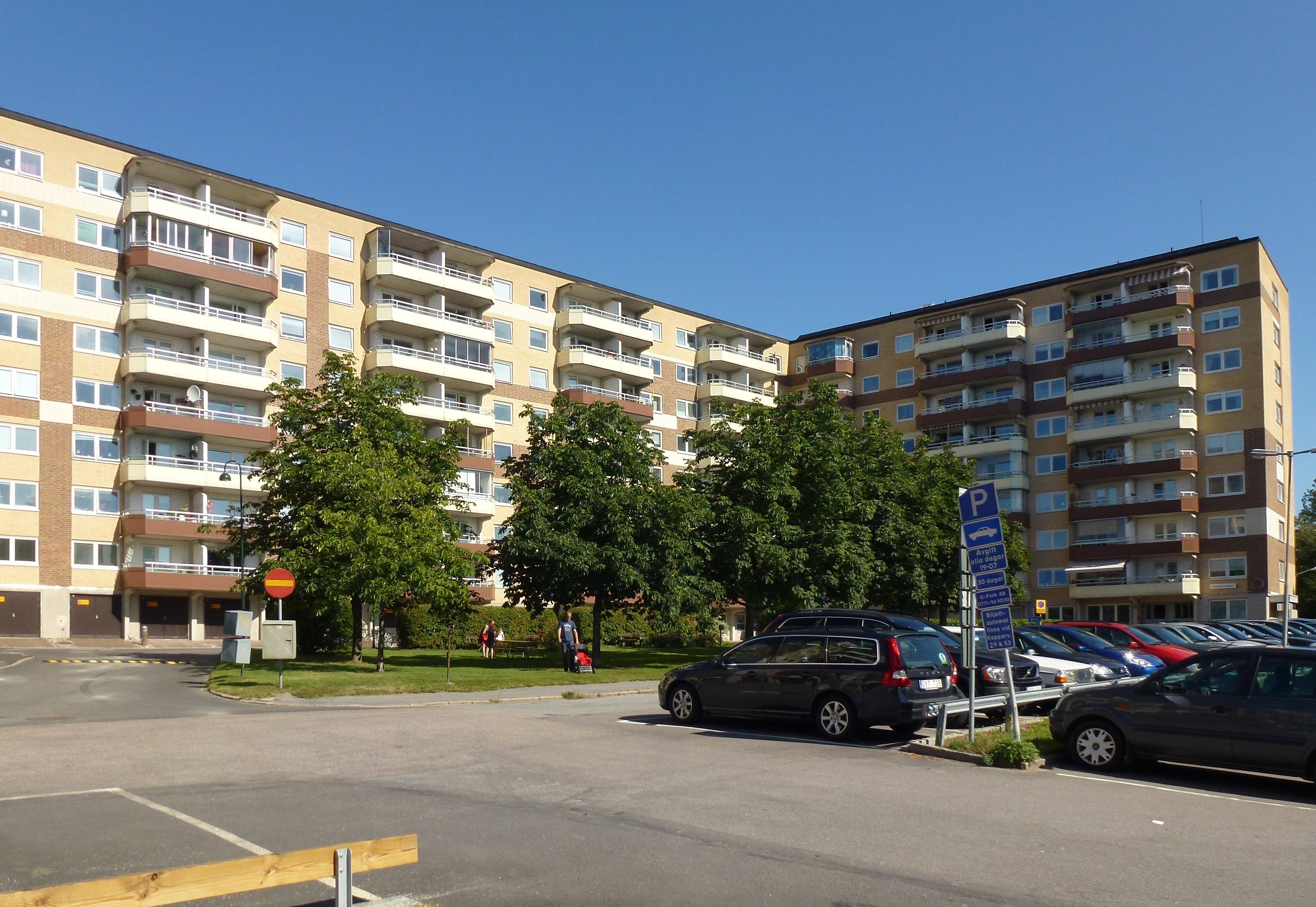
Kallhäll Kopparvägen 2012

Cerca del 25% de la población sueca vivía en el año 2004 en construcciones del proyecto por el millón. En el departamento de I Västmanlands se han demolido los edificios del proyecto en Hallstahammar och Köping. Así ha sido en los pueblos y ciudades donde el crecimiento demográfico ha sido negativo. El arquitecto y prefecto académico de la Escuela Superior Técnica Real (KTH) Erik Stenberg, sostiene que determinados edificios vale la pena conservarlos por su causa de su conformación original pero que es insensato intentar proteger zonas completas.
En 2010 cerca del 20 % de la plaza municipal de viviendas del proyecto por el millón había sido renovada y modernizada pero el restante 80 % estaba a la espera de profundas renovaciones. Sobre todo se trata del cambio de los desagües, le renovación de las fachadas, el embellecimiento de los ambientes exteriores y sobre todo la eficiencia energética ya que las unidades poseen un aislamiento defectuoso. Las tres mayores constructoras de Suecia, Skanska, NCC y Peab fueron las grandes productoras de viviendas durante el proyecto por el millón. Hoy tienen todas el manejo del concepto de renovación. Skanska fue la primera en activarse con lo que se dio en llamar "El hogar millón" ("Miljonhemmet") lo cual es un banco de conocimientos para el tratado de por ejemplo roturas en el cemento armado, la disminución del uso energético y el inicio de un diálogo con los vecinos. 
Algunos proyectos piloto han demostrado que los costos de una renovación total, incluida una eficiencia energética, estarían dentro de un monto de un millón de coronas por apartamento. Al mismo tiempo muchos inquilinos no se encuentran en condiciones de enfrentar un incremento de los alquileres en esas zonas. Una inversión de tal envergadura donde 650 000 apartamentos presentan la necesidad de renovación, en los próximos 10 años, es decir hasta aproximadamente el 2020, se necesitaría un monto de cerca de 650 mil millones de coronas.

### Ejemplos de rehabilitación (una elección)
Nacksta (un suburbio de la ciudad de Sundsvall) estuvo lista en 1974 y con el tiempo se vio reducida a una zona problemática. Este suburbio es objeto de una renovación total desde hace un par de años. La inversión ha sido de unos 160 millones de coronas. Tal rehabilitación de barrios incluye nueva ventilación e intervenciones para el ahorro de energía eléctrica. El costo de tal inversión asciende a un total de 9 000 coronas por metro cuadrado.
Ålidhem (un suburbio de la ciudad de Umeå) estuvo lista en 1973 y desde 2010 ha sido objeto de una regeneración de los ambientes exteriores. Hoy este lugar pertenece a uno de los más exuberantes y más plantados de Umeå. Bajo el rótulo "un Ålidhem sostenible" esta zona será hasta el 2014 renovada con miras a convertirse en una zona sostenible, con ambientes más seguros y con mayores comodidades y menor consumo de energía eléctrica.